# Velika Barna
Velika Barna is een plaats in de gemeente Grubišno Polje in de Kroatische provincie Bjelovar-Bilogora. De plaats telt 411 inwoners (2001).